# Reinhard Karbstein
Reinhard Karbstein ist ein ehemaliger deutscher Basketballspieler.

## Werdegang
Für die Nationalmannschaft der Deutschen Demokratischen Republik bestritt Karbstein 33 Länderspiele. Auf Vereinsebene spielte er für die BSG Deutsche Akademie der Wissenschaften Berlin und für den TSC Berlin. 1969 erreichte man unter Trainer Hermann Huß im Europapokal der Pokalsieger das Viertelfinale.